# SLC36A2
SLC36A2‏ (Solute carrier family 36 member 2) هوَ بروتين يُشَفر بواسطة جين SLC36A2 في الإنسان.

## الوظيفة
ينقل SLC36A2 الأحماض الأمينية الصغيرة (الجلايسين والألانين والبرولين) بالإضافة إلى المتناظرات الشبكية D ومشتقات الأحماض الأمينية المختارة، مثل حمض الغاما-أمينوبيوتيريك.

## الأهمية السريرية
ترتبط الطفرات في الجين SLC36A2 بمرض الإيمينوجليسينوريا.